# Joaquín Cortés
Joaquín Pedraja Reyes conhecido como Joaquín Cortés (Córdoba, 22 de Fevereiro de 1969) é um bailarino de flamenco e coreógrafo espanhol de origem cigana.
É um dos jurados do Achas que Sabes Dançar

## Discografia
- Pasión Gitana (1996)
- Gipsy Passion Band 1997
- Soul 2000
- Gitano
- Escola Alex Loureiro de flamenco gitano